# Joaquín Capilla

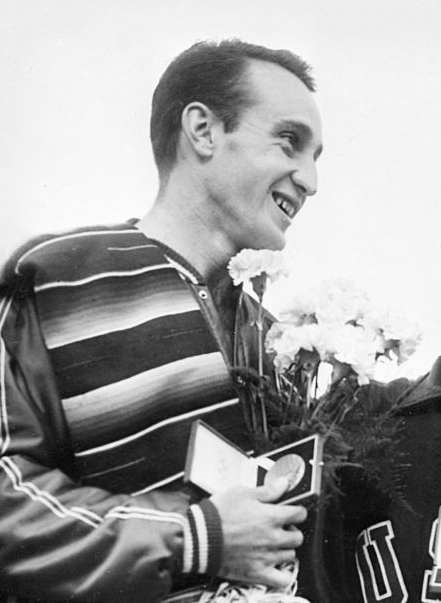
Joaquín Capilla bei den Olympischen Sommerspielen 1952

Joaquín Capilla Pérez (* 23. Dezember 1928 in Mexiko-Stadt; † 8. Mai 2010) war ein mexikanischer Wasserspringer. Er erhielt bei drei Olympischen Spielen insgesamt vier Medaillen.
Capilla gewann bei den Olympischen Spielen 1948 in London die Bronzemedaille im Turmspringen hinter den US-Amerikanern Samuel Lee und Bruce Harlan. Er war damit der erste mexikanische Wasserspringer, der eine olympische Medaille gewann. Im Kunstspringen belegte er den vierten Platz hinter drei US-Amerikanern. 
1951 gewann er bei den Panamerikanischen Spielen in Buenos Aires sowohl im Kunst- als auch im Turmspringen. Diesen Doppelsieg konnte er 1955 in seiner Heimatstadt wiederholen. In Helsinki bei den Olympischen Spielen 1952 wurde er im Kunstspringen erneut Vierter hinter drei US-Amerikanern. Vom Turm gewann er Silber hinter Samuel Lee. Fünfter wurde Alberto Capilla, der ältere Bruder von Joaquín.
Bei seiner dritten Olympiateilnahme 1956 in Melbourne gelang Joaquín Capilla der erste Medaillengewinn im Kunstspringen, hinter den US-Amerikanern Robert Clotworthy und Donald Harper erhielt er die Bronzemedaille. Im Jahr zuvor hatte er Clotworthy bei den Panamerikanischen Spielen knapp geschlagen. Vom Turm gelang Joaquín Capilla  der Olympiasieg vor Gary Tobian mit ganzen 0,03 Punkten Vorsprung. Die US-amerikanische Mannschaftsführung legte gegen zwei Punktrichter Protest ein, der aber abgewiesen wurde.
Im Zivilberuf Architekt, galt Joaquín Capilla als Begründer der mexikanischen Wasserspringertradition. Capilla war der erste Turmspringer, der den dreieinhalbfachen Hechtsalto zeigte. Im Jahr 1976 wurde er in die Ruhmeshalle des internationalen Schwimmsports aufgenommen.